# ملجأ توبقال

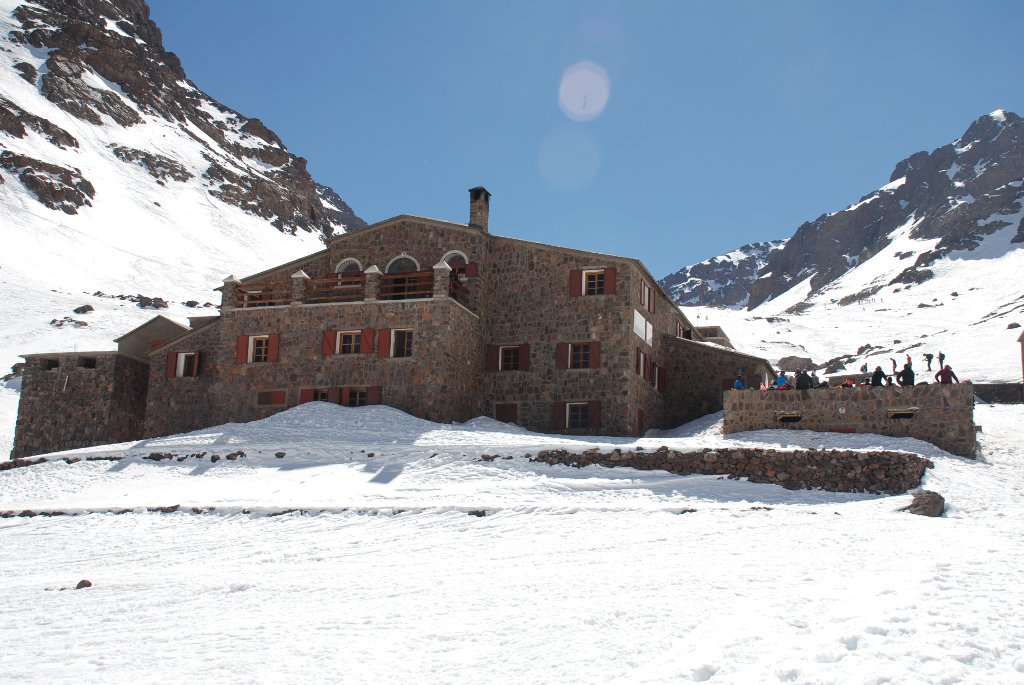
الملجأ في الشتاء

ملجأ توبقال هو ملجأ جبلي يقع على 3 207 متر فوق سطح البحر. بجماعة أسني، يقع بالقرب من جبل توبقال، أعلى نقطة في جبال الأطلس الكبير بالمغرب وشمال إفريقيا.

## تاريخ
يدير الملجأ نادي جبال الألب الفرنسي (CAF) بالدار البيضاء، وهو أقدم الملجأين أسفل الجبل، الذي يبلغ ارتفاعه 4 167 مترًا فوق سطح البحر، على سفحه الشمالي. يعود تاريخ تشييد المبنى الأولي إلى 1938، وفي عام 1999 أعيد صيانته.

## الميزات والمعلومات
تبلغ طاقته الاستيعابية، في خمس مهاجع، يسع لـ 89 شخصًا. وتُحرس الملاجئ طوال العام.